# Пикпюс (кладбище)
Пикпюс (фр. Cimetière de Picpus) — крупнейшее частное кладбище Парижа, расположенное в XII муниципальном округе.

## История
В 1792 году, в ходе Великой французской революции, из монастыря, находившегося на улице Пикпюс, были изгнаны монахини-августинки, а принадлежавшие им земли и строения были объявлены национальным имуществом. В июне — июле 1794 года часть земель бывшего монастыря использовали для захоронения 1300 казнённых на площади Place du Trône-Renversé, в том числе членов аристократических семей. В июне 1795 года добавились две общие могилы.
В 1802 году семьи казнённых, объединившись, выкупили участок, и в дальнейшем кладбище было расширено и зарезервировано за членами этих семей. В 1840 году на кладбище была построена церковь.

## Похороненные на кладбище
- Анри Адмира (17 июня 1794 года) — осуждённый за покушение на жизнь члена конвента, и его 53 «сообщника», казнённые по решению революционного трибунала.
- Александр Богарне — президент и секретарь Учредительного собрания Франции.
- 16 Компьенских мучениц (17 июля 1794) — 16 сестёр-кармелиток, казнённых якобы за «контрреволюцию».
- Лавуазье (1743— 8 мая 1794) — французский химик, казнённый по решению революционного трибунала.
- Лафайет (1757—1834) — французский политический деятель, могилу которого ежегодно посещает американский посол в Париже.
- Адриенна де Ла Файет (1759—1807) — жена политика Лафайета.
- Жан-Антуан Руше (1745—1794) — французский поэт.
- Андре Шенье (1762—1794) — французский поэт и журналист.